# أنجيلاق (كوهباية الغربي)
أنجيلاق (بالفارسية: انجیلاق) هي قرية تقع في إيران في قسم کوهبایة الغربي الریفي. يقدر عدد سكانها بـ 557 نسمة .